# Jérôme Louis Rakotomalala
Jérôme Louis Rakotomalala (Île Sainte-Marie, 15 luglio 1913 – Antananarivo, 1º novembre 1975) è stato un cardinale e arcivescovo cattolico malgascio.

## Biografia
Papa Paolo VI lo elevò al rango di cardinale nel concistoro del 28 aprile 1969. Fu il primo cardinale malgascio.

## Genealogia episcopale e successione apostolica
La genealogia episcopale è:
- Cardinale Scipione Rebiba
- Cardinale Giulio Antonio Santori
- Cardinale Girolamo Bernerio, O.P.
- Arcivescovo Galeazzo Sanvitale
- Cardinale Ludovico Ludovisi
- Cardinale Luigi Caetani
- Cardinale Ulderico Carpegna
- Cardinale Paluzzo Paluzzi Altieri degli Albertoni
- Papa Benedetto XIII
- Papa Benedetto XIV
- Papa Clemente XIII
- Cardinale Bernardino Giraud
- Cardinale Alessandro Mattei
- Cardinale Pietro Francesco Galleffi
- Cardinale Filippo de Angelis
- Cardinale Amilcare Malagola
- Cardinale Giovanni Tacci Porcelli
- Papa Giovanni XXIII
- Cardinale Jérôme Louis Rakotomalala

La successione apostolica è:
- Vescovo Luigi Dusio, C.M. (1967)
- Vescovo Jérôme Razafindrazaka (1972)
- Vescovo Nicolas Ravitarivao (1973)
- Vescovo Jean-Maria Rakotondrasoa, M.S. (1974)